# روان جوفي
روان جوفي (بالإنجليزية: Rowan Joffé) (و. 1973  م) هو مخرج أفلام، وكاتب سيناريو، ومخرج تلفزيوني بريطاني، ولد في لندن.

## التعليم
تعلم في جامعة أوكسفورد
.

## الأعمال

### أفلام
| السنة | الفيلم          | عمل في | عمل في        | عمل في |
| السنة | الفيلم          | أخراج  | كتابة سيناريو | منتج   |
| ----- | --------------- | ------ | ------------- | ------ |
| 2025  | أغنية لاعب صغير | لا     | نعم           | لا     |

## روابط خارجية
- روان جوفي على موقع IMDb (الإنجليزية)
- روان جوفي على موقع ألو سيني (الفرنسية)
- روان جوفي على موقع أول موفي (الإنجليزية)
- روان جوفي على موقع بوكس أوفيس موجو (الإنجليزية)
- روان جوفي على موقع قاعدة بيانات الأفلام السويدية (السويدية)
- روان جوفي على موقع قاعدة بيانات الفيلم (الإنجليزية)
- روان جوفي على موقع كينوبويسك (الروسية)